# Chibana Chōshin
 (octobre 2009).
Si vous disposez d'ouvrages ou d'articles de référence ou si vous connaissez des sites web de qualité traitant du thème abordé ici, merci de compléter l'article en donnant les références utiles à sa vérifiabilité et en les liant à la section « Notes et références ».
Chibana Chōshin (知花 朝信, Chibana Chōshin, né en 1885 à Shuri et mort en 1969), est un maître d'arts martiaux okinawaïen.

## Biographie
Dès l'âge de 15 ans, il est le disciple de Ankō Itosu jusqu'à la mort de celui-ci, en 1915.
En 1920 il ouvre un dojo à Shuri en tant que successeur officiel de Ankō Itosu, et nomme son école Kōbayashi-Ryū, ou plutôt Kōbayashi - Shōrin-Ryū.
C'est Chibana Chōshin qui désigne Gichin Funakoshi, qui est l'un de ses condisciples, pour aller, en 1922 à Tokyo à la requête de Jigorō Kanō, le créateur du judo, faire une démonstration de Tō-de, (main de Chine, nom okinawaien, mais appelé Okinawa-te, main d'Okinawa, par les Japonais, et qui plus tard devient le karaté).
En 1956, il est le premier président de l'Okinawa Karaté-Do Renmei, association qui regroupe l'ensemble des styles de l'île.
Enseignant, il a de très nombreux disciples, dont Yuchoku Higa, Shuguro Nakazato et Katsuya Miyahira, qui restent dans leurs méthodes de transmission les plus fidèles possible à l'enseignement reçu[réf. nécessaire].